# Drunk Love - EP
Drunk Love es el primer EP de la banda The Cab lanzado en 2006 cuenta con dos canciones que se encuentran en su álbum debut Whisper War que son I'll Run y Take My Hand. La canción I'll Run también fue ofrecido como una descarga gratuita en la demostración de calidad en el Myspace de la banda.

## Lista de canciones
1. You Can't Be Arrested for Being High on Heels - 02:44
2. Lies, Lust, and Lingerie - 03:13
3. I'll Run - 04:13
4. Take My Hand - 03:45

## Créditos
- Alex DeLeon
- Cash Colligan
- Alex Johnson
- Alex Marshall